# Bathala

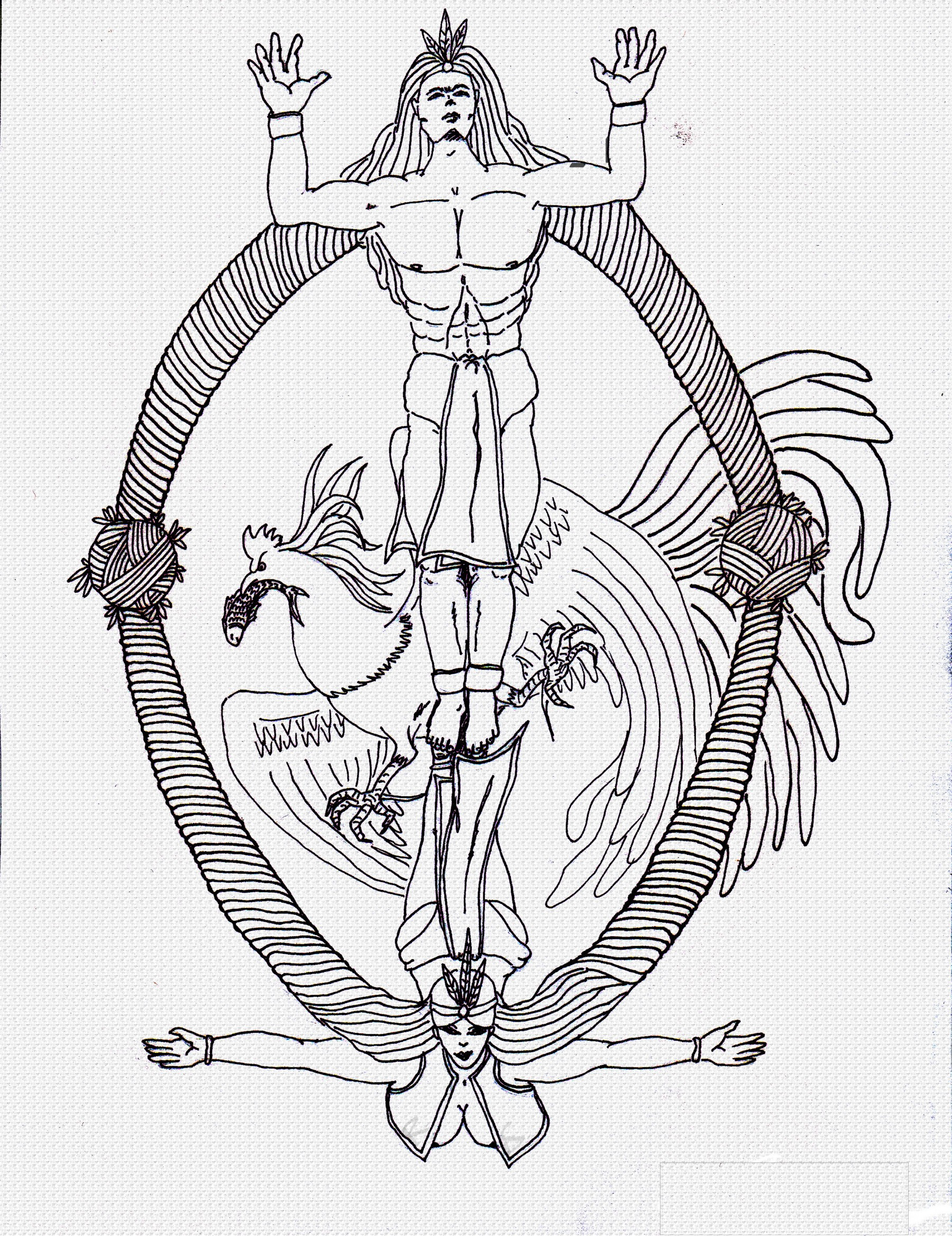
Ilustração de Bathala

De acordo com as crenças religiosas indígenas do povo tagalo, Bathala (às vezes escrito como Batala) é a divindade suprema que criou o universo. Um honorífico descritivo é frequentemente anexado ao seu nome, descrevendo-o como o Bathalang Maylicha (Bathala, o Criador; lit. "Ator da Criação") e como o Bathalang Maycapal ( Bathala, o Todo-Poderoso; lit. "Ator do poder").
No início da história das Filipinas, Bathala estava fortemente associada ao pássaro Tigmamanukan - tanto que o cronista Antonio de Morga achava que os tagalo viam o pássaro como sua divindade suprema. O autor anônimo do Boxer Codex (1590 b, 379) também quase cometeu esse erro, mas foi aconselhado pelos tagalos a não igualar os dois, porque o Tigmamanukan não era o deus criador ", mas apenas seu mensageiro ".

## Etimologia
Bathala ou Batala foi aparentemente derivado do sânscrito "bhattara" (senhor nobre), que apareceu como o título do século XVI "batara" no sul das Filipinas e Bornéu . Na língua indonésia, "batara" significa "deus", seu equivalente feminino era "batari". Vale a pena notar que, em malaio, "betara" significa santo e foi aplicado aos deuses hindus maiores em Java, e também foi assumido pelo governante de Majapahit.

### Outros nomes
Como o nome Bathala era de origem sânscrita, alguns estudiosos como Isabelo de los Reyes acreditavam que Maykapál ("Criador") era o termo indígena para o Ser Supremo dos Tagalos. Dr. José Rizal duvidava que o deus tagalo fosse bathala. A maioria dos historiadores e estudiosos, no entanto, aceitou que o deus fosse chamado de Bathalang Maykapál ("Deus o Criador"), conforme declarado na Relação das Ilhas Filipinas (1595-1602), e poderia ser tratado simplesmente como Bathala (Deus) ou Maykapál (Criador).
Após a chegada dos missionários espanhóis às Filipinas, no século XVI, Bathala passou a ser identificado como o Deus cristão, por isso sua sinonímia com Diyos ( Deus ) ou Dibino (Divino), de acordo com Jose Villa Panganiban (Escritor de Diksyunaryo-Tesauro Pilipino-Ingles, dicionário de sinônimos Filipino-Inglês), em algumas línguas visaianas, Bathala também significa Deus.

## Bathala de Acordo com as Crenças Religiosas do Povo Tagalo
Um trecho do Boxer Codex (1590b, 367) sobre Bathala, de acordo com os Tagalos "pagãos": 
 "Eles disseram que esse deus deles estava no ar antes que houvesse o céu, a terra ou qualquer outra coisa, que ele era eterno e não foi criado por ninguém a partir de nada, e que somente ele criou e criou tudo aquilo que mencionamos simplesmente por sua própria vontade, porque ele queria fazer algo tão bonito como o céu e a terra, e que ele criou e criou um homem e uma mulher da terra, de quem vieram e descenderam todos os homens e suas gerações que estão no mundo ".Anitería foi o termo cunhado pelos missionários espanhóis para denotar a religião tagalo, pois observavam que, apesar da crença e respeito das pessoas pela onipotente Bathala, eles ofereciam orações e sacrifícios aos espíritos ancestrais chamados anito . Miguel de Loarca ( Relação das Yslas Filipinas, 1582) perguntou-lhes por que os sacrifícios foram oferecidos aos anitos, e não a Batala, eles responderam que Batala era um grande senhor, e ninguém podia falar diretamente com ele porque ele vive no céu. ( Kaluwálhatian ), então ele enviou os anitos para provê-los. Assim, a alma ( káluluwa ) de uma pessoa se torna um anito após a morte para servir Bathala e interceder em favor dos vivos, semelhante aos conceitos do catolicismo popular ou do espiritismo . Acredita-se que Bathala se casou com a antiga divindade da fertilidade e hermafroditas, Lakapati, após a criação cósmica.